# Эрлау (Саксония)
Эрлау (нем. Erlau) — община в Германии, в земле Саксония. Подчиняется административному округу Хемниц. Входит в состав района Средняя Саксония.  Население составляет 3448 человек (на 31 декабря 2010 года). Занимает площадь 37,75 км².
Коммуна подразделяется на 7 сельских округов.